# Lycka till Charlie!
Lycka till Charlie! (eng. originaltitel Good Luck Charlie) är en amerikansk TV-serie i genrerna komedi och sitcom som produceras av och visas på Disney Channel. Serien hade premiär på Disney Channel i USA den 4 april 2010. Seriens sista avsnitt sändes den 16 februari 2014 i USA

## Handling
Serien handlar om familjen Duncan som består av mamma Amy, pappa Bob, barnen P.J (äldst), sedan dottern Teddy, sonen Gabe (Gabriel), dottern Charlie (Charlotta) och den yngsta i familjen, Toby. I säsong 1 och 2 har familjen har inte riktigt vant sig vid nykomlingen Charlie ännu, så de stöter på massor med problem men även massor med skoj. I säsong 3 och 4 handlar det mer om hur det känns med det nya syskonet Toby som fötts i mitten av säsong 3. Teddy, Charlies storasyster, gör en videodagbok till lillasyster Charlie där hon pratar om en tonårings olika problem och hur hon ska klara av deras tokiga familj, i varje avsnitt spelar hon in en ny videodagbok som alltid avslutas med att hon säger "lycka till Charlie" och därav namnet på serien.

## Karaktärerna
- PJ Duncan är äldst av syskonen Duncan. Hans är korkad men har ett gott hjärta. Han är intresserad av matlagning och i första säsongerna även av musik. Han hade till och med ett band med bästa vännen Emmet. I säsong tre skaffar han lägenhet ihop med Emmet och flyttar hemifrån.
- Teddy Duncan, näst äldst men klart smartast. Hon är intelligent och är intresserad av skolan men ofta måste hon göra förödmjukande och knäppa grejer för att motbevisa hur fin och duktig flicka hon är. Hon gör en videodagbok om att vara tonåring åt sin lillasyster Charlie för att hjälpa henne klara livet. Varje videodagbok avslutas med att hon säger "lycka till Charlie" och det är därifrån namnet på serien kommer.
- Gabe Duncan var yngste sonen i de första säsongerna innan Toby kom. Han är en busunge som alltid ställer till rackartyg. Han är värstingbarnet i familjen och varje gång någon råkat ut för ett bus eller liknande misstänker föräldrarna alltid Gabe.
- Charlie Duncan är yngsta dottern och var yngst av alla syskon fram till slutet av säsong tre när Toby föddes. När hon bara var en bebis lyckades hon ofta ställa till med problem som hennes syskon fick rätta till.
- Toby Duncan är yngst i familjen och kom först i slutet av säsong 3. Innan han föddes röstade familjen om vad den nya bebisens namn skulle bli och Gabe valde namnet Toby.
- Amy Duncan är mamman i familjen. Hon är ganska självupptagen och hennes stora dröm är att vara med i TV och kan bli helt besatt av det. Hon är inte en vanlig mamma och skämmer ofta bort sina barn.
- Bob Duncan är pappan i familjen. I de tre första säsongerna är han väldigt tjock och det roar barnen mycket särskilt Gabe som ständigt skämtar och pratar om det. Han jobbar som insektsbekämpare och har ett företag som heter "Bobs bort med ohyran". Han är även helt fixerad av småkryp.

## Skådespelare
- Bridgit Mendler - Teddy Duncan
- Leigh-Allyn Baker - Mamma, Amy Duncan
- Bradley Steven Perry - Gabe Duncan
- Mia Talerico - Charlie Duncan
- Eric Allan Kramer - Pappa Bob Duncan
- Jason Dolley - P.J Duncan
- Logan Moreau - Toby Duncan

## Svenska röster
- Molly Sandén - Teddy Duncan
- Annica Edstam - Mamma, Amy Duncan
- John Åström - Gabe Duncan
- Anders Byström - Pappa, Bob Duncan